# André Hartmann
Pour les articles homonymes, voir Hartmann.
André Hartmann, né à Colmar le 29 novembre 1746 et mort à Munster le 17 septembre 1837, est un industriel et homme politique français.

## Biographie
Fils d'un modeste teinturier, il devient compagnon du tour de France et voyage en Allemagne. En 1782, il fonde à Munster un atelier de toiles peintes en s'associant à J.-H. Riegé, qui se développe et emploiera plus de 4 000 ouvriers. Il est ainsi considéré comme le créateur de l'industrie alsacienne.
Fondateur de la dynastie Hartmann, il se marie en 1771 avec Catherine Waag et aura quatre enfants. En 1789, il devient l'unique propriétaire de l’usine d’indiennes du Graben. En 1793, au moment où les bâtiments du monastère sont vendus comme biens nationaux, il se porte acquéreur de plusieurs parcelles. Deux ans plus tard, il achète l'ancienne propriété du préteur royal de Munster, de Barth, qui a été chassé par la Révolution française.
Hartmann fonde en 1818 les Manufactures Hartmann et Fils avec ses deux fils : Frédéric et Henry. Chevalier de la Légion d'Honneur (1821), il laisse la gestion de l'entreprise en 1826 à ses deux fils.
Il a aussi été Maire-président de la communauté d’habitants du Val et de la Ville de Munster de 1792 à 1795 et de 1799 à 1815.